# Mesotes
Mesotes – rodzaj węży z podrodziny ślimaczarzy (Dipsadinae) w rodzinie połozowatych (Colubridae).

## Zasięg występowania
Rodzaj obejmuje gatunki występujące w Brazylii, Paragwaju, Argentynie i Urugwaju.

## Systematyka
Rodzaj ten wprowadził w 1863 roku włoski przyrodnik Giorgio Jan. Zaliczył do niego dwa gatunki: nowo przez siebie opisany Mesotes obstrusus (nazwa uznana za młodszy synonim Tomodon strigatus Günther, 1858) oraz Coronella chilensis (obecnie Galvarinus chilensis). Mesotes był dawniej synonimizowany z Thamnodynastes, ale w 2022 roku na podstawie badań filogenetycznych przywrócono mu status odrębnego rodzaju.

### Etymologia
Mesotes: gr. μεσοτης mesotēs „środkowe położenie, centrum”.

### Podział systematyczny
Do rodzaju należą następujące gatunki:
- Mesotes rutilus (Prado, 1942)
- Mesotes strigatus (Günther, 1858)